# تشارلز توماس (لاعب كرة سلة مواليد 1986)
تشارلز توماس (بالإنجليزية: Charles Thomas)‏ مواليد 21 يناير 1986 في جاكسون، هو لاعب كرة سلة أمريكي. بدأ مسيرته الاحترافية في سنة 2008.

## المسيرة الاحترافية
لعب مع نادي أزوفماش لكرة السلة في موسم 2010–2011، ثم لعب مع نادي دنيبرو لكرة السلة في موسم 2011–2012، ثم لعب مع الحكمة اللبناني في موسم 2013–2014.

## روابط خارجية
- تشارلز توماس على موقع الدوري الأوروبي لكرة السلة (الإنجليزية)
- تشارلز توماس على موقع كرة السلة الأوروبية.كوم (الإنجليزية)
- تشارلز توماس على موقع كلية كرة السلة في سبورتس رفرنس.كوم (الإنجليزية)
- تشارلز توماس على موقع ريلجم (الإنجليزية)
- تشارلز توماس على موقع بروبوليرز (الإنجليزية)
- تشارلز توماس على موقع سبورتس رفرنس (الإنجليزية)